# Grab des Königs Gongmin

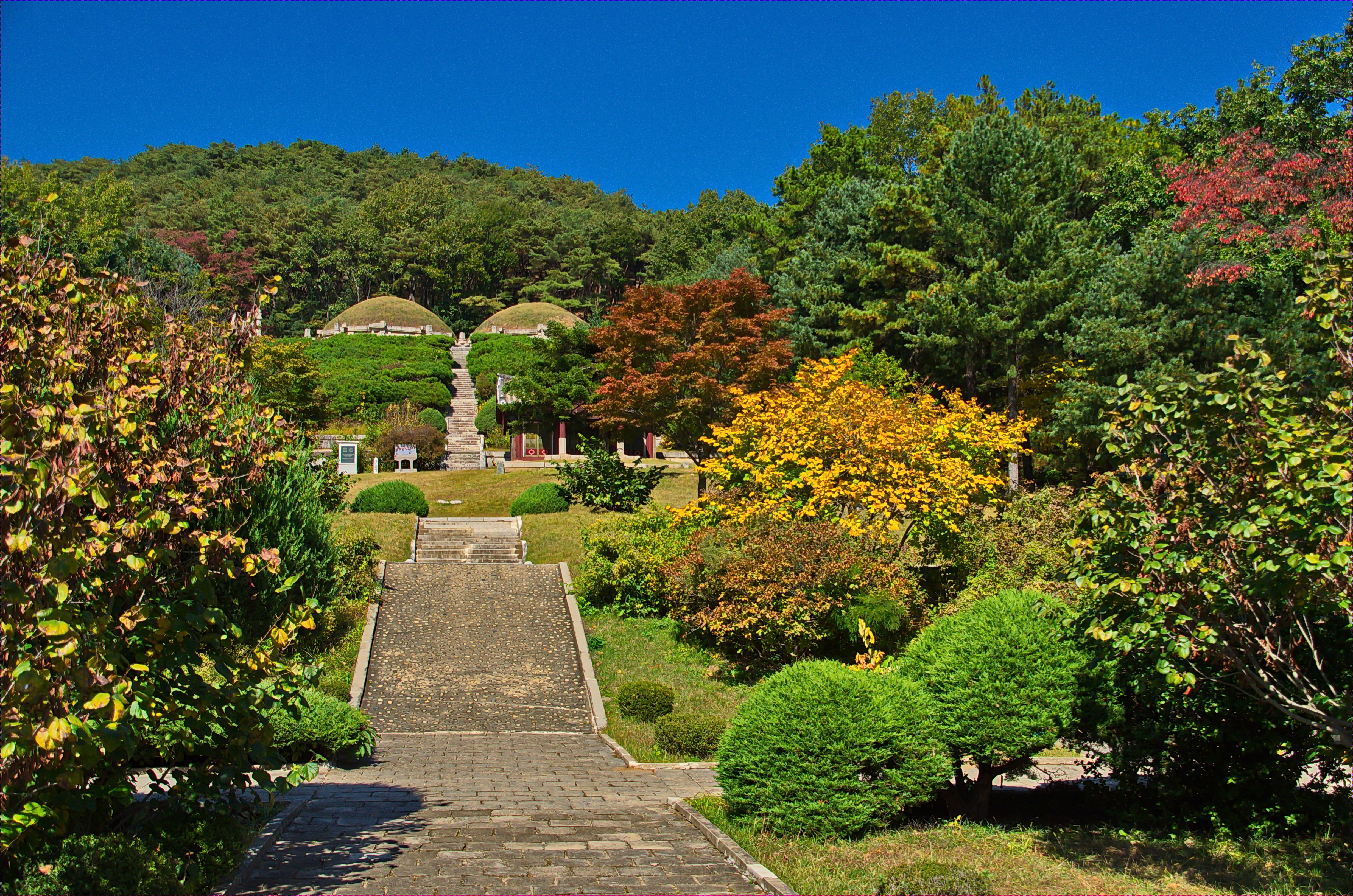
Grab des Königs Gongmin

Das Grab des Königs Gongmin ist ein doppeltes Hügelgrab in der Nähe der Stadt Kaesŏng in Nordkorea für Gongmin Wang (1330–1374) und seine erste Frau Indeok. Es ist als Nummer 123 in der Liste der Nationalschätze von Nordkorea eingetragen und Bestandteil der Welterbestätte Historische Monumente und Stätten von Kaesŏng.

## Lage
Die Grabanlage liegt in Haeson-ri im Landkreis Kaep'ung-gun, der westlich an die Stadt Kaesŏng angrenzt, in der Provinz Hwanghae-pukto. Sie liegt etwa 6 Kilometer westlich des alten Königspalastes Manwoldae am Südhang eines Bergzugs. Etwa 3 km östlich des Grabs des Königs Gongmin liegt das Grab des Königs Wang Geon.

## Geschichte
Gongmin Wang war von 1351  bis zu seinem Tod 1374 der 31. König des Königreichs Goryeo aus der Goryeo-Dynastie. Er löste Goryeo aus der Abhängigkeit von der Yuan-Dynastie und führte tiefgreifende Reformen durch, darunter die Wiedereinführung des Buddhismus und eine Land- und Grundbesitzreform. Er war der letzte selbständig regierende König der Goryeo-Dynastie. Nach ihm folgten noch drei Schattenkönige unter der Vormacht von Generälen, bis General Yi Song-gye sich 1392 selbst zum König machte und damit die Joseon-Dynastie begründete.
Als Gongmin Wangs ersten Frau Indeok, eine mongolische Prinzessin und Nachfahrin von Kublai Khan, 1365 starb, ließ der König eine Grabstätte für sie errichten, in der er auch selbst später bestattet werden wollte. Dabei wählte er eine für Goryeo neue Bauweise mit zwei nebeneinander liegenden Grabhügeln. Frühere Könige von Goryeo und ihre Frauen waren entweder in derselben Grabkammer unter einem Grabhügel bestattet worden oder an unterschiedlichen Orten. Von der nachfolgenden Joseon-Dynastie wurde diese Doppelgrab-Bauweise mehrfach übernommen. Der Bau des Doppelgrabes dauerte bis 1372.
1905 sprengten die Japaner die Rückseite des Grabmals und raubten die Grabkammer aus. 1952 wurde eine Ausgrabung des Grabmals durchgeführt.

## Beschreibung
Die Anlage ist in Terrassen gegliedert, die durch Treppen miteinander verbunden sind. Das Gelände ist von Wald umgeben, der sich den Berghang hinaufzieht.
Auf einer etwa 40 Meter langen und 50 Meter breiten Grasfläche steht auf der rechten Seite ein T-förmiger Schrein für Zeremonien. Von dort führt eine Treppe in mehreren Abschnitten zu der etwa 12 Meter höher gelegenen Grabstätte, die aus drei Terrassen besteht. An den Seiten der beiden unteren Terrassen, die durch eine Treppe in der Mitte miteinander verbunden sind, stehen große Steinfiguren von Zivil- und Militärbeamten. Zu der obersten Terrasse führen zwei Treppen hinauf, vor denen jeweils eine Steinlaterne steht.
Auf der oberen Terrasse stehen zwei nebeneinander liegende Grabhügel. In dem westlichen Grabhügel ist König Gongmin Wang beigesetzt, in dem östlichen seine Frau Indeok. Die Grabhügel sind etwa 6 Meter hohe grasbewachsene Erdhügel mit Durchmessern von etwa 14 Metern. Sie sind seitlich von je 12 Steinplatten mit Reliefdarstellungen der Zodiak-Symbole gefasst, die so angeordnet sind, dass die zwei dadurch gebildeten Zwölfecke mit einer Spitze aneinanderstoßen. Umgeben sind die Grabhügel von einem parallel zu den Steinplatten verlaufenden steinernen Geländer. Um jeden der Grabhügel stehen acht steinerne Tierfiguren, die abwechselnd Tiger und Schafe darstellen. Vor jedem der Grabhügel steht ein steinerner Tisch, daneben am Rand der Terrasse je eine Steinsäule.
Die Grabkammer Gongmin Wangs misst etwa 3 × 3 Meter und ist etwa 2,30 Meter hoch. Ein langer Gang führt zu dem Eingang auf der Südseite der Grabkammer. Ost-, West- und Nordwand sind mit Kalk verputzt und mit je vier Zodiak-Figuren bemalt. Die Flachdecke ist mit einem Himmelsmuster bemalt. Die Bemalung soll von dem künstlerisch begabten König selbst durchgeführt worden sein.

## Weltkulturerbe
Das Grab des Königs Gongmin wurde 2013 aufgrund eines Beschlusses der 37. Sitzung des Welterbekomitees als Bestandteil der Welterbestätte Historische Monumente und Stätten von Kaesŏng  in das Weltkulturerbe aufgenommen. Das die Grabstätte umgebende Schutzgebiet hat eine Fläche von 51,6 Hektar. Es erstreckt sich bis zu dem dem Grabmal gegenüberliegenden Berg Acha.

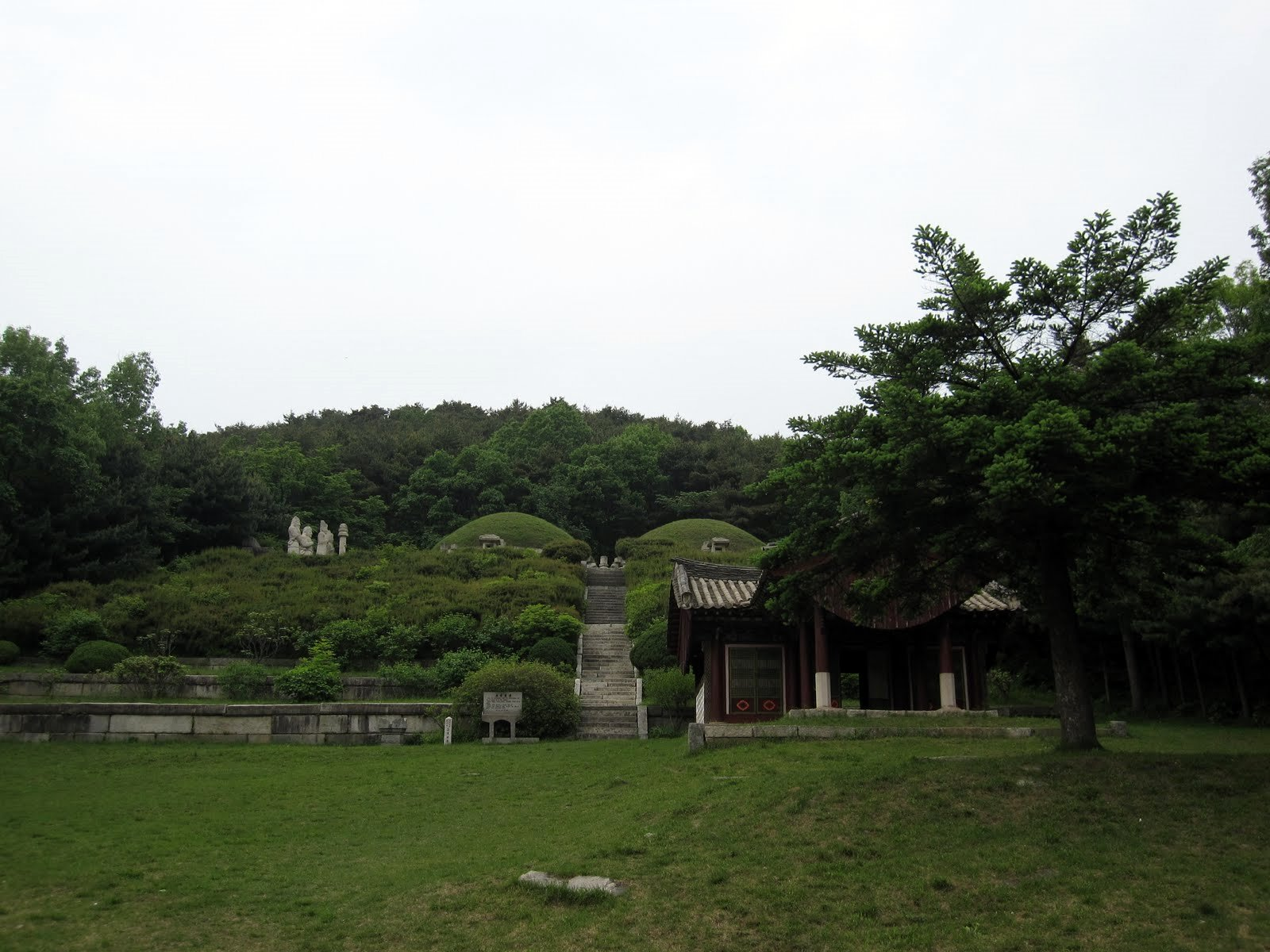
Terrasse mit Schrein
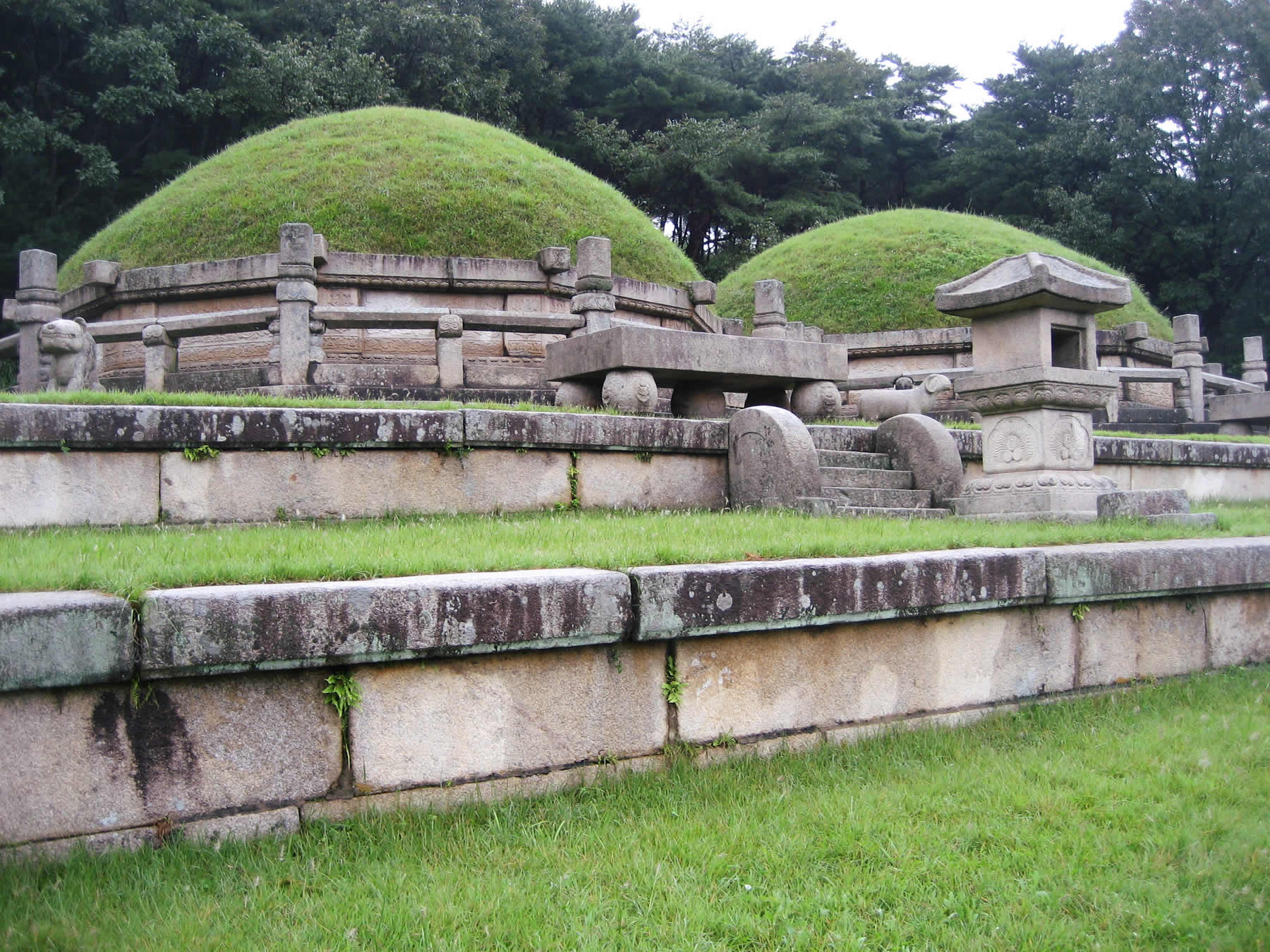
Grabhügel
Steinstrukturen und Tierfiguren
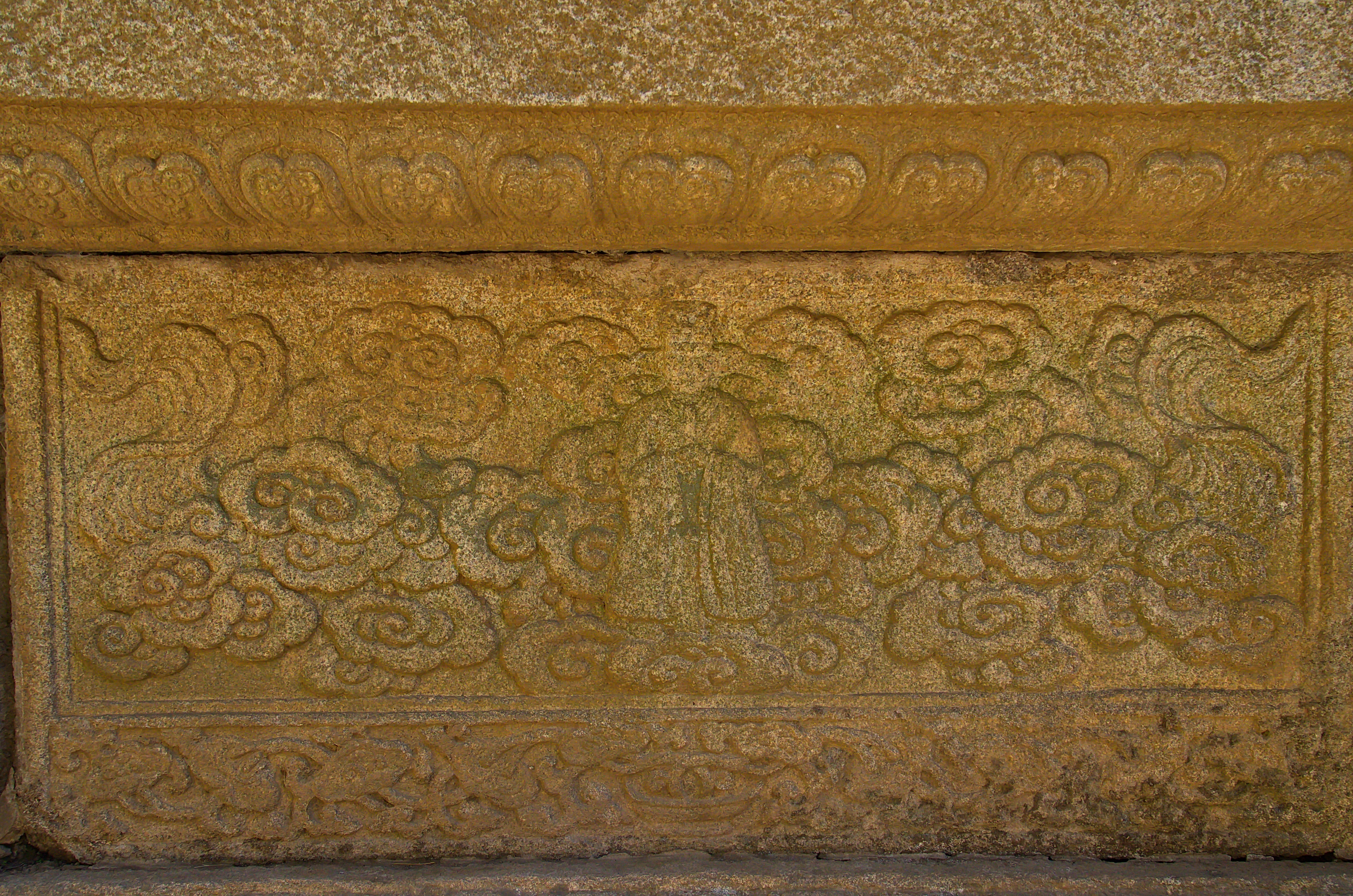
Balustradenrelief